# Lista de álbuns número um na Gaon Album Chart em 2019
Esse artigo lista todos os álbuns número um em 2019 na Coreia do Sul.

## Parada Semanal
| † | Indica o álbum ou EP mais vendido de 2019 |

| Data            | Álbum                          | Artista(s)   | Ref    |
| --------------- | ------------------------------ | ------------ | ------ |
| 5 de janeiro    | 1¹¹=1 (Power of Destiny)       | Wanna One    | [ 1 ]  |
| 12 de janeiro   | The New Kids                   | iKon         | [ 2 ]  |
| 19 de janeiro   | All Light                      | Astro        | [ 3 ]  |
| 26 de janeiro   | You Made My Dawn               | Seventeen    | [ 4 ]  |
| 2 de fevereiro  | You Made My Dawn               | Seventeen    | [ 5 ]  |
| 9 de fevereiro  | You Made My Dawn               | Seventeen    | [ 6 ]  |
| 16 de fevereiro | Want                           | Taemin       | [ 7 ]  |
| 23 de fevereiro | Take.2 We Are Here             | Monsta X     | [ 8 ]  |
| 2 de março      | My Moment                      | Ha Sung-woon | [ 9 ]  |
| 9 de março      | The Dream Chapter: Star        | TXT          | [ 10 ] |
| 16 de março     | White Wind                     | Mamamoo      | [ 11 ] |
| 23 de março     | Take.2 We Are Here             | Monsta X     | [ 12 ] |
| 30 de março     | Clé 1: Miroh                   | Stray Kids   | [ 13 ] |
| 6 de abril      | Heart*Iz                       | Iz*One       | [ 14 ] |
| 13 de abril     | Map of the Soul: Persona       | BTS          | [ 15 ] |
| 20 de abril     | Map of the Soul: Persona       | BTS          | [ 16 ] |
| 27 de abril     | Map of the Soul: Persona       | BTS          | [ 17 ] |
| 4 de maio       | Happily Ever After             | NU'EST       | [ 18 ] |
| 11 de maio      | Happily Ever After             | NU'EST       | [ 19 ] |
| 18 de maio      | We                             | Winner       | [ 20 ] |
| 25 de maio      | Spinning Top                   | Got7         | [ 21 ] |
| 1 de junho      | We Are Superhuman              | NCT 127      | [ 22 ] |
| 8 de junho      | For the Summer                 | Cosmic Girls | [ 23 ] |
| 15 de junho     | True Colors                    | U-Know       | [ 24 ] |
| 22 de junho     | The ReVe Festival: Day 1       | Red Velvet   | [ 25 ] |
| 29 de junho     | BTS World: Original Soundtrack | BTS          | [ 26 ] |
| 6 de julho      | Fever Season                   | GFriend      | [ 27 ] |
| 13 de junho     | City Lights                    | Baekhyun     | [ 28 ] |
| 20 de julho     | The Book of Us: Gravity        | Day6         | [ 29 ] |
| 27 de julho     | What a Life                    | Exo-SC       | [ 30 ] |
| 3 de agosto     | Color on Me                    | Kang Daniel  | [ 31 ] |
| 10 de agosto    | Color on Me                    | Kang Daniel  | [ 32 ] |
| 17 de agosto    | We Boom                        | NCT Dream    | [ 33 ] |
| 24 de agosto    | The ReVe Festival: Day 2       | Red Velvet   | [ 34 ] |
| 31 de agosto    | Emergency: Quantum Leap        | X1           | [ 35 ] |
| 7 de setembro   | Emergency: Quantum Leap        | X1           | [ 36 ] |
| 14 de setembro  | Emergency: Quantum Leap        | X1           | [ 37 ] |
| 21 de setembro  | An Ode                         | Seventeen    | [ 38 ] |
| 28 de setembro  | Feel Special                   | Twice        | [ 39 ] |
| 5 de outubro    | Dear My Dear                   | Chen         | [ 40 ] |
| 12 de outubro   | Treasure EP.Fin: All to Action | Ateez        | [ 41 ] |
| 19 de outubro   | Time_Slip                      | Super Junior | [ 42 ] |
| 26 de outubro   | The Dream Chapter: Magic       | TXT          | [ 43 ] |
| 2 de novembro   | Follow: Find You               | Monsta X     | [ 44 ] |
| 9 de novembro   | Call My Name                   | Got7         | [ 45 ] |
| 16 de novembro  | Reality in Black               | Mamamoo      | [ 46 ] |
| 23 de novembro  | Love Poem                      | IU           | [ 47 ] |
| 30 de novembro  | Obsession                      | Exo          | [ 48 ] |
| 7 de dezembro   | Obsession                      | Exo          | [ 49 ] |
| 14 de dezembro  | Clé: Levanter                  | Stray Kids   | [ 50 ] |
| 21 de dezembro  | Clé: Levanter                  | Stray Kids   | [ 51 ] |
| 28 de dezembro  | The ReVe Festival: Finale      | Red Velvet   | [ 52 ] |

## Chart Mensal
| Mês       | Álbum                          | Artista      | Vendas    | Ref.   |
| --------- | ------------------------------ | ------------ | --------- | ------ |
| Janeiro   | You Made My Dawn               | Seventeen    | 404,783   | [ 53 ] |
| Fevereiro | Take.2 We Are Here             | Monsta X     | 174,371   | [ 54 ] |
| Março     | The Dream Chapter: Star        | TXT          | 145,098   | [ 55 ] |
| Abril     | Map of the Soul: Persona       | BTS          | 3,229,032 | [ 56 ] |
| Maio      | Spinning Top                   | Got7         | 252,826   | [ 57 ] |
| Junho     | BTS World: Original Soundtrack | BTS          | 498,455   | [ 58 ] |
| Julho     | City Lights                    | Baekhyun     | 508,321   | [ 59 ] |
| Agosto    | Emergency: Quantum Leap        | X1           | 405,102   | [ 60 ] |
| Setembro  | An Ode                         | Seventeen    | 796,134   | [ 61 ] |
| Outubro   | Time_Slip                      | Super Junior | 365,751   | [ 62 ] |
| Novembro  | Obsession                      | EXO          | 563,805   | [ 63 ] |
| Dezembro  | Obsession                      | EXO          | 202,489   | [ 64 ] |